# 小鎖状類
小鎖状類 (しょうさじょうるい、Catenulida) は扁形動物の分類群の一つである。比較的小さな自由生活性の扁形動物で、淡水、海水双方に生息する。100種ほどが記載されているが、形態が単純であるため種の識別は難しい。

## 形態
形態は単純で、軟組織のみで構成される。口は前方に位置し、単純な咽頭を介して繊毛のある袋状の消化器に繋がる。2対の神経と1個の平衡胞を持つ。原腎管は1本。
生殖腺は1個のみ。雄の生殖孔は咽頭直上の背面に開くが、雌には他の扁形動物に見られるような生殖孔がない。精子は鞭毛や繊毛を欠き運動性を持たない。無性生殖がよく見られ、横分裂によって個虫が繋がった鎖状の形態となることがよくある。このことから学名 Catenulida （ラテン語: catenula、小さな鎖）が付けられた。
Paracatenula属には消化器を持たず、細胞内共生する化学合成細菌から栄養を得ている種も存在する。

## 生態
全て水生の底生生物である。ほとんどが淡水性で、沼、池、川、湿地に豊富に見られる。海生種も少数知られる。水中を漂う微生物や藻類を餌とする。

## 系統
扁形動物門の中で最も初期に分岐した、他の扁形動物とは亜門レベルで遠縁の分類群である。。小鎖状類の単系統性は、分子系統解析に加え、原腎管が1本のみである、精巣が1個のみで体の前方背面にある、精子が運動性を持たないという3つの共有派生形質により確立されている。
分子系統解析では小鎖状類と他の扁形動物（有棒状体類 Rhabditophora）が姉妹群となることが示されているが、体内受精や開口部が1つのみの消化器系などの特徴は他の動物門にも見られ、この2群のみの共有派生形質は知られていない。

## 分類
6科が属する
- Catenulidae イトヒメウズムシ科 - イトヒメウズムシ
- Chordariidae
- Paracatenulidae(2023年に新設)
- Retronectidae
- Stenostomidae クサリヒメウズムシ科 - ウエクチクサリヒメウズムシ、オオズクサリヒメウズムシ、コガタクサリヒメウズムシ
- Tyrrheniellidae